# Polymerchemie
Die Polymerchemie (auch Makromolekulare Chemie) beschäftigt sich mit natürlichen (zum Beispiel Stärke, Zellulose, Lignin) und künstlichen Polymeren (zum Beispiel Polyolefine, Polyester, Polyamide), deren Herstellung, Modifizierung und Eigenschaften.

## Geschichte der Polymerwissenschaft
Polymere wurden seit Jahrtausenden genutzt, ohne dass ihre chemische Struktur bekannt war oder als solche wahrgenommen wurde. Speziell Fasern aus Cellulose (Baumwolle und Flachs) und Proteinen (Wolle und Seide) sowie Horn sind hier zu nennen.
Im 19. Jahrhundert waren vor allem der Naturkautschuk und dessen Vulkanisation mit Schwefel 1839 sowie Cellulose und deren Veresterung zu Nitrocellulose von Interesse. Darüber hinaus fielen unterschiedliche Polymere, der Begriff Polymerie wurde von Berzelius eingeführt, als Reaktionsprodukte der organischen Chemie an. Die erste Beschreibung einer Polymerisation erfolgte durch E. Simon 1839, der Styrol aus Storaxharz gewann und feststellte, dass sich dieses Styrol beim Aufbewahren an der Luft zu einem glasigen Feststoff umwandelte. Zur gleichen Zeit beschrieb Henri Victor Regnault eine Reaktion von Vinylidenchlorid zu einem nichtkristallinen Feststoff. Die ersten Polykondensationen wurden in der zweiten Hälfte des 19. Jahrhunderts durch Lourenco beschrieben, indem er Polyester aus Ethylenglycol und Ethylendihalogeniden synthetisierte. Das vermutlich erste Polyamid  wurde 1883 aus m-Aminobenzoesäure hergestellt.
Bis Ende des 19. Jahrhunderts war allerdings wenig über die genauen Strukturen polymerer Materialien bekannt. Man wusste lediglich aus Dampfdruck- und Osmosemessungen, dass es sich um sehr große Moleküle, mit hoher Molmasse handeln müsste. Fälschlicherweise war man jedoch der Meinung, dass es sich um kolloidale Verbindungen handelte. Röntgenmessungen von Kurt Heinrich Meyer und Hermann F. Mark an kristallinem Kautschuk im Jahre 1928 sollten Klarheit verschaffen. Kristalline Feststoffe bestehen häufig aus mehreren über Korngrenzen verbundenen kleineren Kristalliten. Wie man heute weiß, liegen in kristallinen Polymeren die Ketten gleichzeitig in mehreren Kristalliten. Da dies zu diesem Zeitpunkt unbekannt war, interpretierte man die Ergebnisse der Röntgenstrukturanalyse völlig falsch. Man glaubte, dass Moleküllängen nicht größer als die Länge der Kristallite sein könnten und ermittelte so falsche, viel zu kleine Größenordnungen für Polymermolküle. Arbeiten zur Verbesserung der Analysemethoden von Biomolekülen von The Svedberg (Nobelpreis 1926) halfen jedoch genauere Ergebnisse zu erhalten.

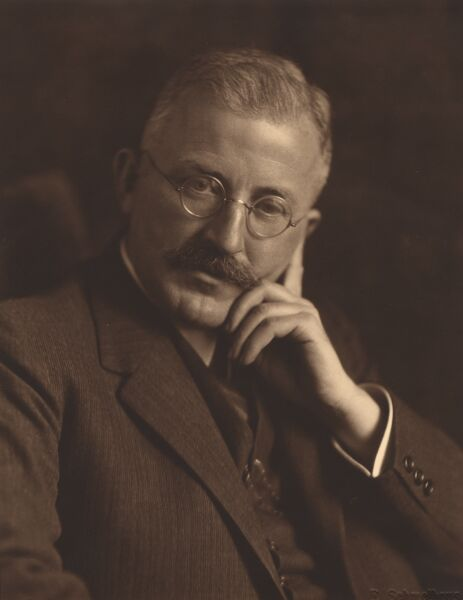
Hermann Staudinger

Als Vater der Polymerwissenschaften gilt der deutsche Chemiker Hermann Staudinger. Bereits 1917 äußerte er vor der Schweizerischen Chemischen Gesellschaft, dass „hochmolekulare Verbindungen“ aus kovalent gebundenen langkettigen Molekülen bestehen. 1920 veröffentlichte er in den Berichten der Deutschen Chemischen Gesellschaft einen Artikel, der als Begründung der modernen Polymerwissenschaften gilt. Vor allem in den Jahren von 1924 bis 1928 folgten weitere wichtige Theorien über den Aufbau von Kunststoffen, die die Grundlage für das heutige Verständnis dieser Werkstoffklasse bilden. Für diese Arbeiten erhielt er 1953 den Nobelpreis.
Anfang der 1950er-Jahre entdeckte der deutsche Chemiker Karl Ziegler, dass Katalysatoren aus Aluminiumalkylen und Titantetrachlorid die Polymerisation von Ethen zu Polyethylen schon bei Raumtemperatur erlauben. Bisher musste Polyethylen unter hohem Druck in Stahlautoklaven polymerisiert werden. Die nach Ziegler hergestellten Polymere zeigten auch bezüglich ihrer Kettenstruktur einen wesentlich höheren Ordnungsgrad und völlig andere Materialeigenschaften (s. hier). Der italienische Chemiker Giulio Natta forschte, basierend auf den Arbeiten von Ziegler, erfolgreich an einem ähnlichen Verfahren zur Herstellung von Polypropylen. Heute sind die so hergestellten Polyethylene (PE) und Polypropylen (PP), neben Polystyrol (PS), die am häufigsten als Verpackungsmaterialien von Lebensmitteln, Shampoos, Kosmetika etc. verwendeten Kunststoffe. Ziegler und Natta erhielten im Jahre 1963 für ihre Arbeiten den Nobelpreis für Chemie.
Den Arbeiten von Paul J. Flory und Maurice L. Huggins sind weitere theoretische Erkenntnisse zum Verhalten von Polymeren in Lösung, in Mischungen, sowie ihren Strukturen im Festkörper zu verdanken, die heute die Grundlage der physikalischen Chemie der Makromoleküle darstellen.

## Definition
Von Polymeren spricht man im Allgemeinen ab einer Molmasse von etwa 10.000 g/mol, alternativ wenn sich die Eigenschaften beim Hinzukommen einer weiteren Repetiereinheit nicht mehr signifikant ändern. Bei kleineren Verbindungen spricht man von Oligomeren [Oligo (griech.) = einige].

## Unterteilung

### Biopolymere
- Proteine
Chemisch gehören die Proteine zu den Polyamiden.
- DNA/RNA
Chemisch gehören DNA und RNA zu den Polyestern
- Polysaccharide
Chemisch gehören die Polysaccharide zu den Polyacetalen
- Naturkautschuk
Chemisch gehört Naturkautschuk zu den Polyterpenen oder allgemeiner zu den Polyolefinen
- Polyhydroxyalkanoate
Chemisch gehören die Polyhydroxyalkanoate zu den Polyestern und dienen Bakterien als Speichersubstanz

### Synthetische und halbsynthetische Polymere

#### Physikalische Einteilung
Von ihrem physikalischen Verhalten abgeleitet, kann man Polymere in vier Gruppen einteilen.
- Elastomere
- Thermoplaste
- Thermoplastische Elastomere
- Duroplaste

In jeder dieser Gruppen kommen chemisch unterschiedliche Polymere vor.

#### Chemische Einteilung
Chemisch lassen sich Polymere unterteilen in
- Polyacetale
- Polyamide
- Polyamine
- Polyester
- Polyether
- Polyharnstoffe
- Polyimide
- Polyolefine
- Polyurethane
- Silikone

#### Homo- und Copolymere

##### Homopolymere
Besteht ein Polymer nur aus einer Sorte eines monomeren Bausteins (Repetiereinheit), spricht man von einem Homopolymer (homo (griech.) = gleich, gleichartig).

##### Copolymere
Wenn ein Polymer aus unterschiedlichen Monomerbausteinen aufgebaut ist, spricht man von einem Copolymer. Es gibt solche aus chemisch sehr ähnlichen Monomeren wie Copolymere aus Ethen und Propen, aber auch Copolymere, deren Monomere sich chemisch sehr unterscheiden, wie z. B. α-Olefin / MSA-Copolymere. Meist werden zwei Monomere eingesetzt, es gibt aber auch Copolymere mit drei und mehr unterschiedlichen Monomeren. Copolymere aus drei Monomeren werden Terpolymere genannt. Ein Beispiel sind die ABS-Kunststoffe, die durch die Herstellung von Legobausteine bekannt sind.
Je nach Abfolge der einzelnen Monomere werden statistische, alternierende, Gradienten-, Blockcopolymere unterschieden. Werden an eine bestehende Kette weitere Monomere anpolymerisiert, oder durch polymeranaloge Reaktionen aufgebracht, spricht man von Pfropf(co)polymeren.
Welche Abfolge der beteiligten Monomere sich im Verlauf der Copolymerisation einstellt, wird durch die Copolymerisationsparameter bestimmt. Sie werden (bei Copolymeren aus zwei Monomeren) aus den vier Geschwindigkeitskonstanten der möglichen Reaktionen abgeleitet. Bei Copolymeren mit mehr als zwei unterschiedlichen Monomeren gilt das Modell analog, es ergeben sich aber mehr mögliche Reaktionen und entsprechend mehr Quotienten.
Proteine, DNA/RNA und einige Polysaccharide gehören formal auch zu den Copolymeren, ihre Bildung unterliegt aber völlig anderen Mechanismen als die von technischen Copolymeren.

##### Dendrimere
Eine besondere Klasse polymerer Moleküle stellen die Dendrimere dar. Sie sind bei geeigneter Synthesestrategie monodispers, d. h., es gibt keine Molmassenverteilung, alle Teilchen sind identisch. Die Anzahl der Syntheseschritte wird als Generation bezeichnet, wobei das Kernmolekül die Generationsnummer null erhält. Hat dieses Kernmolekül vier reaktive Gruppen und das Reaktionsprodukt (1. Generation) pro ursprünglicher Gruppe zwei reaktive Gruppen, sind acht Gruppen vorhanden etc.
Dendrimere können nicht beliebig groß werden, weil es durch sterische Effekte zu gegenseitigen Behinderungen kommt. Die Form der Dendrimre nähert sich dann immer mehr einer Kugel an.

## Herstellung von Polymeren
Der Vorgang, bei dem aus den Monomeren Polymere hergestellt werden, nennt man Polyreaktion. Polyreaktionen unterscheidet man die Klassen
Stufenwachstumsreaktionen
- Polyaddition
- Polykondensation

und Kettenwachstumsreaktion
- Kettenpolymerisation

Es gibt Polymere, die nicht direkt aus den (formalen) Monomeren hergestellt werden können, weil diese Monomere nicht stabil sind. Ein Beispiel ist Polyvinylalkohol (PVA). Der hypothetisch zugrunde liegende Vinylalkohol liegt in einem tautomeren Gleichgewicht mit Acetaldehyd vor, wobei die Gleichgewichtlage nahezu vollständig auf Seiten des Aldehyds liegt. PVA wird hergestellt, indem Polyvinylacetat hydrolysiert wird. Ähnliches gilt für Polyvinylamin. Solch eine Reaktion, bei der ein bestehendes Polymer chemisch modifiziert wird, nennt man polymeranaloge Reaktion.
Durch die chemische Modifikation in der Natur vorkommender Polymerer – beispielsweise Zellulose – erhält man Polymere mit modifizierten Eigenschaften, wie Zelluloid, das zu den halbsynthetischen Polymeren zählt.
Polymere können nach der Herstellung noch weiter chemisch modifiziert werden. Wenn die Molmasse bzw. der Polymerisationsgrad nach der Modifikation in der gleichen Größenordnung liegt wie vorher, spricht man von einer Polymeranalogen Reaktion, ist die Molmasse und der Polymerisationsgrad deutlich höher von einer Vernetzung. Ist die Molmasse und der Polymerisationsgrad deutlich niedriger, spricht man von Abbau oder Degradation, die teilweise gezielt vorgenommen wird, meist aber ein unerwünschter Prozess (Alterung) ist.

## Charakterisierung von Polymeren
Zur Charakterisierung der Polymere gibt es verschiedene Methoden, die in indirekte (oder relative) und direkte Methoden unterteilt werden.
Indirekte Methoden ergeben keine absoluten Werte der Molmasse, es lassen sich aber über Vergleichproben ähnlicher Zusammensetzung und bekannter Molmasse Aussagen über die gemessene Probe machen.

### Indirekte Methoden der Molmassenbestimmung
- Gel-Permeations-Chromatographie
- Viskosimetrie
- Zentrifugation

### Direkte Methoden der Molmassenbestimmung
- Massenspektrometrie, speziell MALDI-TOF
- Osmose
- Ebullioskopie
- Lichtstreuung

Bei der Charakterisierung von Makromolekülen ist zu beachten, dass fast immer eine gewisse Verteilung (Streuung) in der Molmasse vorliegt, deren Breite und Verteilungsform zudem deutlich unterschiedlich sein kann, sodass Proben mit scheinbar gleicher Molmasse (gleicher mittlerer Molmasse) völlig unterschiedliche Eigenschaften haben können (mechanisch, physikalisch oder chemisch).

### Physikalische Charakterisierung von Polymeren
Wie weiter oben aufgeführt wurde, unterscheiden sich Polymere in ihren physikalischen Eigenschaften. Diese Eigenschaften lassen sich mit geeigneten Messmethoden auch quantifizieren. Anwendbare Methoden sind
- Viskosimetrie/Rheologie
- Zugprüfung unter Aufnahme eines Spannungs-Dehnungs-Diagramms

### Thermische Charakterisierung von Polymeren
Thermische Eigenschaften von Polymeren lassen sich mit geeigneten Methoden untersuchen. Dabei sind zum einen Änderungen von physikalischen Größen messbar wie Viskosität, aber auch Schmelzpunkt oder Phasenumwandlungspunkte zum anderen chemische Änderungen, speziell Zersetzungsreaktionen, die sowohl qualitativ wie quantitativ erfasst werden können. Methoden sind 
- Dynamische Differenzkalorimetrie zur Messung von Phasenänderungen
- Thermogravimetrische Analyse zur Messung der thermischen Stabilität